# Jhala
Jhala (Hindi: झाला) es un término de la música clásica Indostánica que denota las conclusiones de rítmica rápida de las composiciones clásicas. Frecuentemente se caracteriza por la arrolladora predominancia del componente rítmico por sobre el componente melódico. En la música instrumental, esto se efectúa por la rápida percusión de las cuerdas llamadas chikari entre las notas.
- Datos: Q686237